# Trần Thị Tiêm
Trần Thị Tiêm (chữ Hán: 陳氏讖; ? – ?) là một thứ phi của vua Minh Mạng nhà Nguyễn trong lịch sử Việt Nam.

## Tiểu sử
Bà Trần Thị Tiêm nguyên quán ở Phú Vang, tỉnh Thừa Thiên. Không rõ năm sinh, năm mất cũng như gia thế của bà Tiêm. Bà nhập cung hầu hạ vua Minh Mạng từ khi vua còn ở nơi tiềm để, dựa theo năm sinh của công chúa Trinh Đức, người con duy nhất của bà.
Dưới thời trị vì của vua Minh Mạng, bà Tiêm được xếp vào bậc Tài nhân vị nhập giai (才人未入階) (là Tài nhân chưa xếp giai thứ), là cấp bậc cung giai thấp nhất trong số các tần phi được sách phong chính thức, trên các cung nhân không có danh vị.

## Hậu duệ
Bà Tài nhân Trần Thị Tiêm chỉ sinh được cho vua Minh Mạng một hoàng nữ, là An Trang Công chúa Nguyễn Phúc Trinh Đức (1818 – 30 tháng 9 năm 1863), hoàng nữ thứ 7 của Minh Mạng. Công chúa lấy chồng là Phò mã Đô úy Trần Văn Thịnh, sinh được hai con gái.